# ژونگدونگ، گوانگشی
ژونگدونگ، گوانگشی (به لاتین: Zhongdong) یک شهرک در جمهوری خلق چین است که در شهرستان فوسوی واقع شده‌است. ژونگدونگ ۴۲۲ کیلومتر مربع مساحت و ۳۸٬۰۰۰ نفر جمعیت دارد.